# Џеферсон Хил (Пенсилванија)
Џеферсон Хил (енгл. Jefferson Hills) град је у америчкој савезној држави Пенсилванија. Овај градић је родно место Чејса Виновича, познетог одбрамбенога енда америчкога фудбала.

## Демографија
По попису из 2010. године број становника је 10.619, што је 953 (9,9%) становника више него 2000. године.
| Група             | 2000.         | 2010.          |
| Белци             | 9.306 (96,3%) | 10.118 (95,3%) |
| Афроамериканци    | 127 (1,3%)    | 191 (1,8%)     |
| Азијати           | 105 (1,1%)    | 143 (1,3%)     |
| Хиспаноамериканци | 67 (0,7%)     | 96 (0,9%)      |
| Укупно            | 9.666         | 10.619         |